# Podregion Riihimäki
Podregion Riihimäki (fiń. Riihimäen seutukunta) – podregion w Finlandii, w regionie Kanta-Häme.
W skład podregionu wchodzą gminy:
- Hausjärvi,
- Loppi,
- Riihimäki.